# 法師丸村
法師丸村（ほしまるむら）はかつて岐阜県郡上郡に存在した村である。
現在の郡上市和良町法師丸に該当する。

## 歴史
- 1889年（明治22年）7月1日 - 町村制により法師丸村が発足。
- 1894年（明治27年）7月21日 - 鹿倉村、宮代村、野尻村、三庫村、横野村、宮地村、沢村、方須村、下洞村、土京村と合併し和良村が発足。同日法師丸村廃止。